# Liste des planètes mineures non numérotées découvertes en juin 2008
Pour un article plus général, voir Liste des planètes mineures non numérotées découvertes en 2008.
Pour un article plus général, voir Liste des planètes mineures.
Cet article dresse la liste des planètes mineures (astéroïdes, centaures, objets transneptuniens et assimilés) non numérotées découvertes en juin 2008 dans l'ordre de leur découverte.
Au 15 janvier 2025, 661 077 des 1 434 993 planètes mineures répertoriées par le Centre des planètes mineures ne sont pas encore numérotées, soit 46,07 %.

## Rappel concernant la désignation provisoire
La désignation provisoire indique l'ordre de découverte de ces objets. En effet, cette désignation est composée de l'année de découverte (par exemple 2008) suivie de la quinzaine (demi-mois) de découverte (p.e. A = 1-15 janvier) puis de l'ordre de découverte dans cette quinzaine. Cet ordre est indiqué par une lettre et éventuellement un chiffre comme suit : A pour la première découverte, B pour la deuxième, ..., Z pour la 25e (le I n'est pas utilisé pour éviter la confusion avec 1), A1 pour la 26e, B1 pour la 27e, etc. , Z1 pour la 50e, A2 pour la 51e, B2 pour la 52e, etc. L'ordre de la numérotation ne suit donc pas l'ordre alphanumérique. 2008 AA1 suit ainsi 2008 AZ et précède 2008 AB1.

## Liste

### Du1erau 15 juin 2008
- 2008 LA
- 2008 LB
- 2008 LC
- 2008 LD
- 2008 LE
- 2008 LN
- 2008 LD1
- 2008 LK1
- 2008 LO1
- 2008 LW1
- 2008 LC2
- 2008 LG2
- 2008 LH2
- 2008 LJ2
- 2008 LF3
- 2008 LK3
- 2008 LC4
- 2008 LJ4
- 2008 LL4
- 2008 LM5
- 2008 LS5
- 2008 LJ6
- 2008 LY6
- 2008 LZ6
- 2008 LH7
- 2008 LN7
- 2008 LS7
- 2008 LE8
- 2008 LJ8
- 2008 LV8
- 2008 LS9
- 2008 LV9
- 2008 LY9
- 2008 LJ10
- 2008 LA12
- 2008 LP12
- 2008 LA15
- 2008 LC16
- 2008 LN16
- 2008 LQ16
- 2008 LW16
- 2008 LX16
- 2008 LQ17
- 2008 LC18
- 2008 LD18
- 2008 LE18
- 2008 LS19
- 2008 LB20
- 2008 LE20
- 2008 LF20
- 2008 LY20
- 2008 LZ20
- 2008 LB21
- 2008 LC21
- 2008 LE21
- 2008 LF21
- 2008 LG21
- 2008 LM21
- 2008 LN21
- 2008 LO21
- 2008 LQ21
- 2008 LR21
- 2008 LS21
- 2008 LT21

### Du 16 au 30 juin 2008
- 2008 ME
- 2008 MH
- 2008 MZ
- 2008 MG1
- 2008 MP1
- 2008 MQ1
- 2008 MU1
- 2008 MV1
- 2008 MM2
- 2008 MN2
- 2008 MO2
- 2008 MM3
- 2008 MU4
- 2008 MQ5
- 2008 MY5